# Ezio Bosso
Ezio Bosso (pronunțat [ˈɛttsjo ˈbɔsso] ⓘ, n. 13 septembrie 1971, Torino, Italia – d. 15 mai 2020, Bologna, Italia) a fost un compozitor italian, muzician clasic și dirijor. 

## Biografie
Născut la Torino în 1971, Bosso a învățat să citească și să cânte muzică înainte de vârsta de patru ani, iar la 14 ani, a devenit basistul trupei Statuto. În 2011, în urma unei operații pentru îndepărtarea unui neoplasm, a fost victima unei boli neurodegenerative care, însă, nu l-a împiedicat să continue să cânta la pian, să compună și să dirijeze, boală care a fost inițial indicată greșit de mass-media ca fiind Scleroză laterală amiotrofică. Ulterior, Bosso a abandonat muzica populară pentru a deveni dirijor orchestral și compozitor clasic. A dirijat orchestre importante precum Orchestra Simfonică din Londra. 
Pe 30 octombrie 2015, a fost lansat primul său album de succes in studio, The 12th Room,  situându-se pe locul trei în topul albumelor italiene FIMI. 
Bosso a câștigat numeroase premii pentru compozițiile sale, inclusiv Australian Green Room Award, Syracuse NY Award și a fost nominalizat la două premii David di Donatello. Compozițiile sale au apărut în diverse filme, artă de spectacol și producții teatrale    . 
În septembrie 2019, Bosso a anunțat că din cauza bolii neurodegenerative a pierdut controlul a două degete, deci nu mai era în stare să cânte la pian. 
Bosso a murit în casa sa din Bologna la 15 mai 2020, la vârsta de 48 de ani, după o lungă luptă cu boala.